# 47 الدب الأكبر
47 الدب الأكبر هو قزم أصفر وواحد من نجوم كوكبة الدب الأكبر الخافتة بقدر ظاهري يبلغ 5,03 ويقع على بعد يعادل 46 سنة ضوئية تقريباً من الأرض. من الصعب رؤيته بالعين المجردة فهو بحاجة لظروف مثالية بعيدا عن المدن جتى يُرى خافتا جدا وبصعوبة. في عام 2008 كان من المُثبت أن هذا النجم يملك كوكبين رفيقين ولذلك فقد وضع على الأهداف الـ100 الرئيسية لمشروع ناسا مكتشف الكواكب الأرضي.
خصائص هذا النجم مقاربة لشمسنا بشكل عام لكنها أعلى بقليل. حيث أن درجة حرارته هي 5882 كلفن بينما درجة حرارة الشمس هي 5778 كلفن وكتلته 1.08 كتلة شمسية. وسطوعه يعادل 1.6 سطوع شمسي تقريباً. تكون هذا النجم قبل 6 بلايين سنة تقريباً (6,000,000,000) أي أنه أقدم من شمسنا ببليون سنة فقط بالإضافة إلى أن قدره المطلق هو 4.3 تقريباً أما شمسنا فـ4.85. وبالإضافة إلى كل هذا فطيفه اللوني حسب التصنيف النجمي شبيه جدا بطيف شمسنا.

## النظام الكوكبي

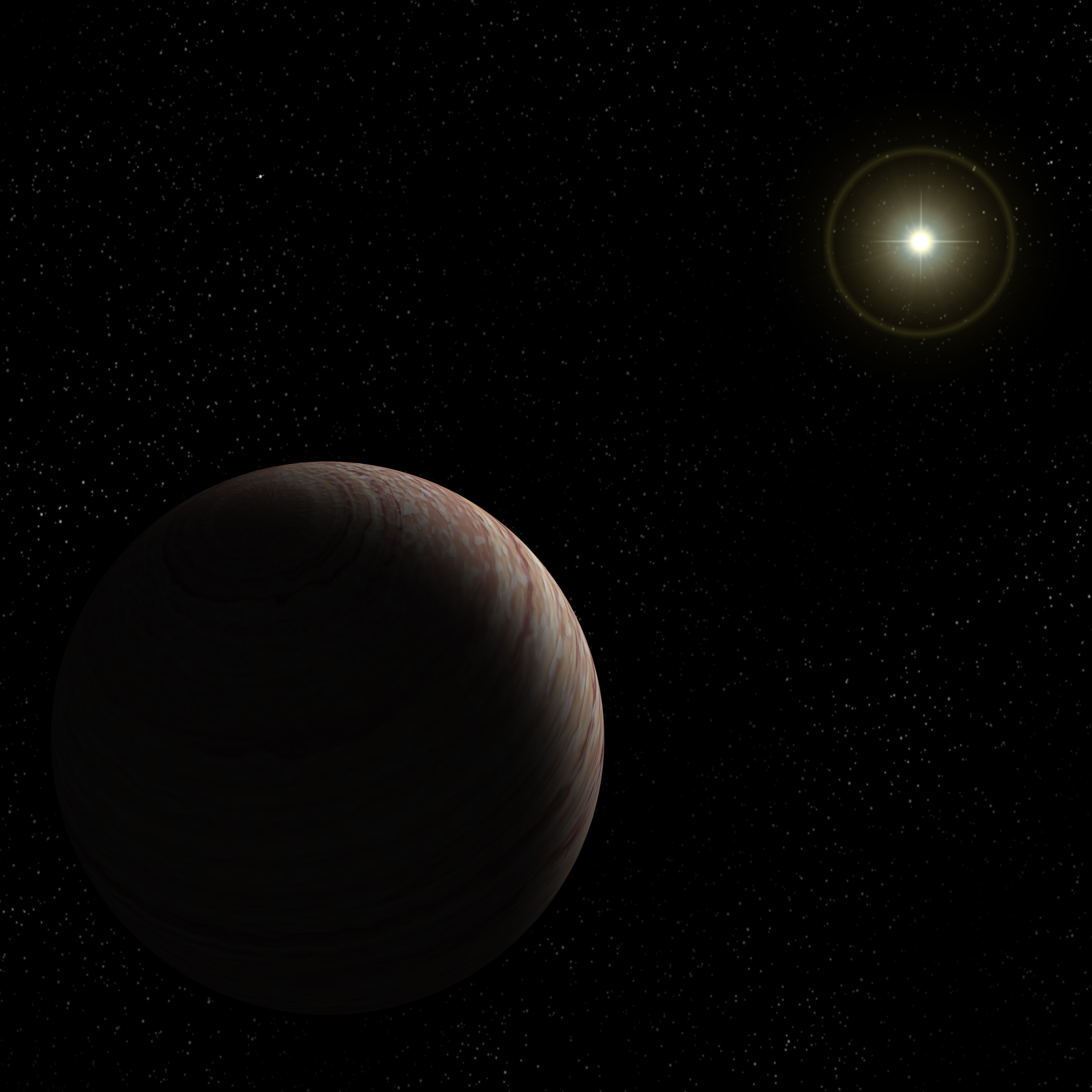
رسم تخيلي لأحد كوكبي 47 الدب الأكبر.

في عام 1996م اكتشف كوكب «47 الدب الأكبر b» بملاحظة تغير في السرعة الشعاعية لنجمه مثل معظم الكواكب خارج النظام الشمسي. وقد كان من أوائل الكواكب التي اكتشفت خارج نظامنا الشمسي وقد اكتشفه الفلكي «جيوفري ماركي». يستغرق دورانه حول نجمه 1095 يوم (3 سنوات أرضية تقريباً) ويُعتقد أنه كوكب غازي نظرا لكتلته الكبيرة التي تعادل 836.1 ضعف كتلة الأرض أو 2.63 كتلة مشتري.
بعد ذلك بستة سنوات اكتشف الفلكي «ديبرا فيشر» كوكبا آخر هو «47 الدب الأكبر c». والذي يُعتقد أنه أيضاً كوكب غازي. كتلته وحجمه أقل من الكوكب الآخر وهو أبعد بكثير عن نجمه من الكوكب الآخر. حيث يستغر دورانه حول نجمه 2594 يوم أرضي.